# Anthony Munday
Anthony Munday (* 1560 in London; † 10. August 1633 ebenda) war ein englischer Autor. Der Vorläufer William Shakespeares ist heute besonders für seine Arbeiten zu Robin Hood bekannt.

## Leben und Werk
Munday wurde als Sohn eines Tuchhändlers geboren und machte eine Ausbildung als Drucker. Dies veranlasste Munday auch, sich 1576 am Schreiben zu versuchen. Sein erstes Werk waren einige Verse, die er zu einem Gedichtband hinzufügte, den er gerade druckte. Nach der Rückkehr von einer Reise nach Frankreich und Italien begann er größere Werke zu veröffentlichen.
Munday spezialisierte sich in verschiedenen Phasen seiner Karriere auf verschiedene Genres. Ritterromanzen verfasste er vor allem zwischen 1588 und 1602 und wieder 1618/1619, Dramen zwischen 1596 und 1602 und Lord Mayor Shows zwischen 1602 und 1616. Darüber hinaus übersetzte er Ritterromanzen aus dem Spanischen ins Englische, veröffentlichte Gedichte, Zeitungsartikel und inszenierte öffentliche Spektakel. Munday unterhielt dabei immer rege und gute Verbindungen zu Auftraggebern, Verlegern, Mäzenen, Druckern und Theaterbesitzern, so dass er auch finanziell eine erfolgreiche Karriere hatte. Am Ende seines Lebens hatte er etwa 80 Titel und Auszeichnungen bekommen, war bestellter „Schreiber der City of London“ und hatte den Auftrag erhalten, eine aktuelle Ausgabe des Surveys of London zu verfassen. In seiner Zeit war er einer der populärsten und meistgelesenen Autoren Englands.
Von keinem der überlieferten Autoren seiner Zeit sind so viele Arbeiten aus einem so langen Zeitraum überliefert wie von Munday. Dennoch gilt er als einer der weniger bedeutsamen Autoren seiner Zeit und hat in der Literaturwissenschaft den zweifelhaften Ruf eines uninspirierten Lohnschreibers par excellence. Ein spekulatives Buch von 1928 war bis zum Erscheinen zweier Monographien Mitte der 2000er Jahre die einzige Biographie Mundays, und bis heute existiert keine Werkausgabe seiner Arbeiten.

## Dramen

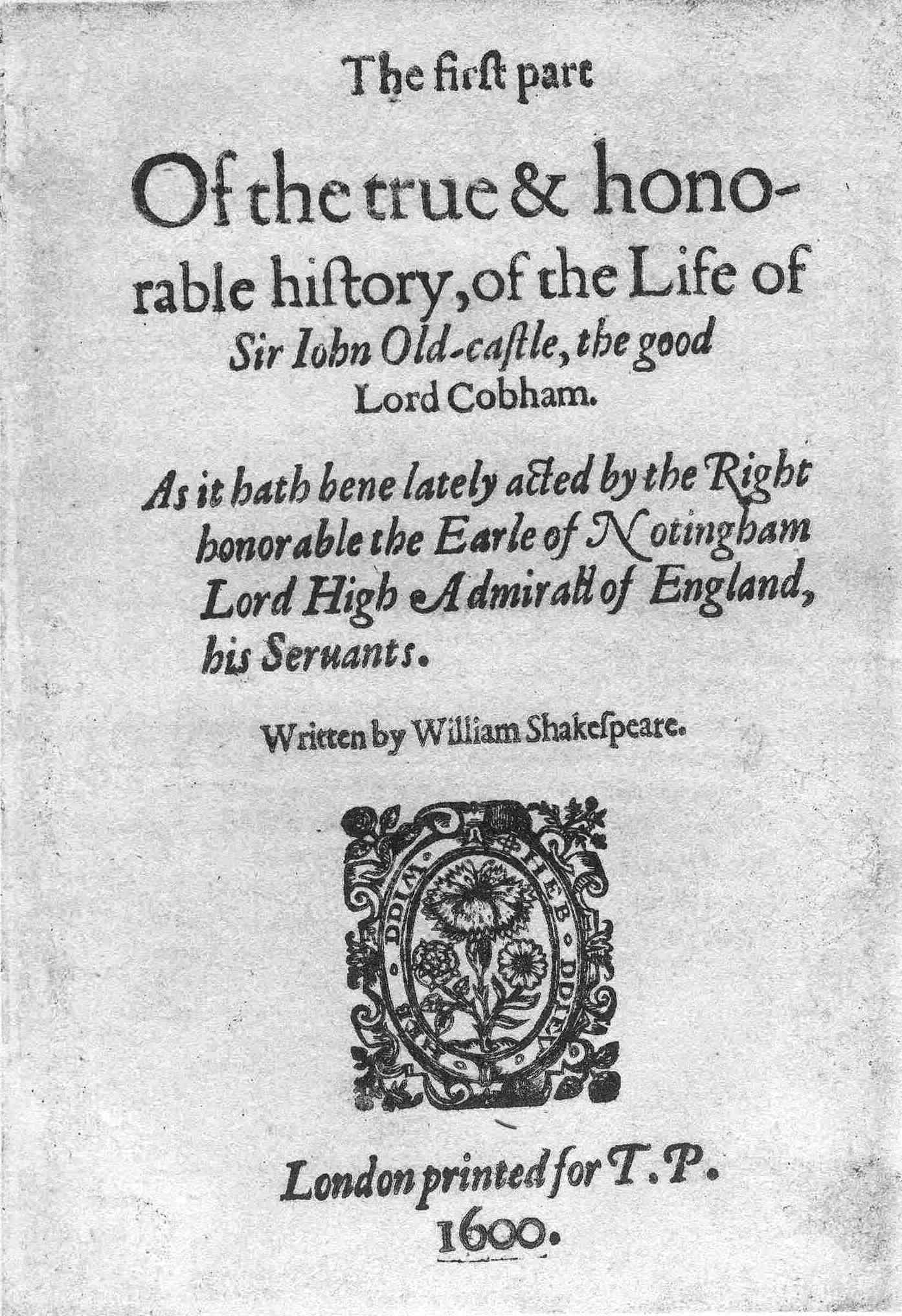
Mehrere Dramen Mundays wurden später fälschlich als Werke Shakespeares veröffentlicht

- Fedele and Fortuna auch Fedele and Fortunio, 1584
- Mother Redcap, mit Michael Drayton, (Nicht überliefert.)
- The Downfall of Robert Earl of Huntington, 1597–8.
- The Death of Robert Earl of Huntington, mit Henry Chettle. 1597–8.
- The Funeral of Richard Cordelion, mit Robert Wilson, Henry Chettle und  Michael Drayton, 1598. (Nicht veröffentlicht)
- Valentine and Orson, mit Richard Hathwaye 1598. (Nicht veröffentlicht)
- Chance Medley, mit Robert Wilson, Michael Drayton und Thomas Dekker. 1598. (Nicht veröffentlicht)
- Owen Tudor, mit Michael Drayton, Richard Hathwaye, und Robert Wilson. 1599–1600. (Nicht veröffentlicht)
- Fair Constance of Rome Teil I und II, mit Richard Hathwaye, Michael Drayton, und Thomas Dekker, 1600. (Nicht veröffentlicht)
- The Rising of Cardinal Wolsey, mit Michael Drayton, Henry Chettle, und Wentworth Smith, 1601. (Nicht veröffentlicht)
- Two Harpies, mit Thomas Dekker, Michael Drayton, Thomas Middleton und John Webster, 1602. (Nicht veröffentlicht)
- The Widow's Charm, 1602. Gedruckt 1607
- The Set at Tennis, 1602. (Nicht veröffentlicht)
- The Life of Sir John Oldcastle mit Michael Drayton, Robert Wilson, and Richard Hathwaye; gedruckt 1600.
- mit anderen: The Book of Sir Thomas More, zwischen 1596 und 1601